# Sreesiya
Sreesiya – gaun wikas samiti w środkowej części Nepalu w strefie Narajani w dystrykcie Parsa. Według nepalskiego spisu powszechnego z 2001 roku liczył on 440 gospodarstw domowych i 3016 mieszkańców (1439 kobiet i 1577 mężczyzn).